# Фредерік Шпіндлер
Фредерік Шпіндлер (нім. Frederik Spindler; нар. 24 грудня 1983) — німецький палеонтолог та палеохудожник. Автор описання нових зоологічних таксонів.

## Біографія
Фредерік Шпіндлер народився 24 грудня 1983 року у місті Гросрерсдорф (Саксонія). У 2003—2009 роках вчився у Фрайберзькій гірничій академії. Здобув ступінь магістра геології. Займається вивченням ранніх амніот (зокрема терапсид) та динозаврів. На його рахунку вже кілька десятків наукових публікацій. Крім того, він спеціалізується на художній реконструкції зовнішнього вигляду викопних тварин.